# Col·legiata de Santa Maria de Valladolid
La Col·legiata de Santa Maria de Valladolid era la principal església de la ciutat entre el segle xi i el xvi. La construcció es deu al repoblador de Valladolid Pedro Ansúrez al segle xi. Avui se'n conserven només algunes ruïnes i unes poques capelles, situades prop de l'església de Santa María la Antigua i al costat de la inconclusa catedral de Valladolid.

## Història
Valladolid va ser repoblada l'any 1074, tasca encomanada al comte Pedro Ansúrez, que establí a la vila una església col·legial almenys des de 1095, data de la carta de poblament. La col·legiata va comptar amb un primer abat portat des de San Zoilo de Carrión de los Condes. Durant l'edat mitjana fou seu de nombrosos concilis. La col·legiata, en territori del bisbat de Palència, tenia però una vinculació directa amb la Santa Seu. Després de diversos intents fallits, la col·legiata esdevingué seu episcopal el 1595.

### La primera col·legiata
La primera construcció es va dur a terme en temps del comte Pedro Ansúrez. No hi ha massa dades d'aquesta obra, com que la segona construcció, d'estil gòtic s'hi va superposar. D'aquesta col·legiata no se'n conserva pràcticament res, llevat de la torre, que se suposa model de la veïna torre de La Antigua, d'estil romànic, parcialment oculta en la construcció de la capella de Sant Blai (que pertany al Museu Catedralici). S'especula que aquesta torre va tenir a l'origen dos pisos amb arcs (dels quals només es conserva l'inferior) i una rematada amb cuculla semblant al de La Antigua, encara que potser amb menys pendent.

### La segona col·legiata
Les restes conservades són de la segona col·legiataconstruïda entre 1219 i 1230, en estil gòtic. Tenia un bell claustre, destruït al segle xvii. L'església era de tres naus de cinc trams cobertes amb voltes de creueria amollonades sobre pilars de nucli cruciforme amb columnetes adossades i creuer marcat en planta, amb triple capçalera d'absis semicirculars.
No està molt clar com s'il·luminava, doncs, si bé es conserven algunes finestres que s'obrien a les naus laterals, de gran senzillesa, no sabem si van existir finestres directes a la nau central i ni quina alçada tenia. El temple tenia tres portes que es conserven: una al nord, molt restaurada, una al sud que donava al claustre, amb una interessant decoració amb dents de serra, i una altra a l'oest sota de la torre-pòrtic, que estava inutilitzada ja en el segle xiv per la construcció de capelles perimetrals. Del complex arquitectònic només es conserven un angle del claustre i cinc capelles perimetrals, que avui conformen el Museu Diocesà i Catedralici de Valladolid.

### La col·legiata dels cinc mestres
Denominada així per la participació dels cinc grans mestres del gòtic final espanyol: Juan i Rodrigo Gil de Hontañón, Francisco de Colonia, Diego de Riaño i Juan de Álava. La primera pedra es va posar el 1527, tot i que la construcció es va dilatar molt en el temps. Només se'n va aixecar la part dels peus i alguns murs van atènyer uns dotze metres d'altura. La lentitud de les obres va obligar a intervenir en l'edifici gòtic, mentre que continuava en ús.
La planta projectada era de tres naus amb capelles fornícules i dues torres exemptes a la façana. Aquest projecte va ser modificat per Diego de Riaño, que hi va incloure les torres a la zona de les fornícules, idea que apareixerà després en projectes de Juan de Herrera, que trepitja la planta de la col·legiata dels cinc mestres i a més va reutilitzar els fonaments i va embotir el construït de la col·legiata dels cinc mestres a les seves fàbriques. Riaño, Gil de Hontañón i Juan de la Cabañuela van ser successius mestres d'obres de la col·legiata, tot i que Rodrigo Gil va ser qui va tenir-hi una vinculació més estreta, pràcticament fins que va morir el 1577.

## La fi de la col·legiata
La construcció de la catedral va posar en perill l'edifici de la col·legiata. El mateix Juan de Herrera preveia la destrucció del conjunt en els seus plans. Això no va succeir fins al segle xvii, cap a 1634, en què la vella col·legiata va ser enderrocada. Només les dependències que encara resultaven útils, van quedar dempeus, i així es van salvaralgunes capelles que servien com a sala capitular, vestuari, o biblioteca. Gràcies a aquesta utilització, avui es conserven alguns elements arquitectònics de l'edifici gòtic. La tercera col·legiata iniciada per Rodrigo Gil i els altres mestres, va acabar servint de base al projecte d'Herrera.